# 异丙基氯化镁
异丙基氯化镁是一种有机镁化合物，化学式为(CH3)2HCMgCl，是2-氯丙烷的格氏试剂。它的市售品一般为四氢呋喃溶液。它可用于金属取代反应或引入异丙基。其反应的一个示例是制备3,5-二(三氟甲基)苯基溴化镁：
(CH3)2HCMgCl  +  (CF3)2C6H3Br  →  (CH3)2HCCl  +  (CF3)2C6H3MgBr
异丙基氯化镁在有机合成中引入异丙基的反应的一个例子是与三氯化磷的反应：
PCl3  +  2 (CH3)2CHMgCl   →   [(CH3)2CH]2PCl  +  2 MgCl2
该反应利用了异丙基的位阻效应。